# 노 소공
노 소공(魯昭公, 기원전 560년 ~ 기원전 510년, 재위 기원전 541년 ~ 기원전 510년)은 중국 노나라의 25대 임금이다. 이름은 주(裯)다.

## 사적

### 실권 없는 군왕
기원전 542년, 아버지 양공이 죽고, 뒤를 이은 이복형 자야도 얼마 못 가 죽었다. 공자 주는 당시 19세임에도 행실이 어린아이 같아서 숙손목숙(叔孫穆叔)은 공자 주를 임금으로 세우는 것을 반대했으나, 계무자(季武子)는 기어이 공자 주를 옹립하니 이가 곧 소공이다.
소공 5년(기원전 537년), 삼환이 중군을 철폐하고, 공실의 군대를 넷으로 나눠 계손씨가 그 중 둘을, 숙손씨와 맹손씨가 각각 하나씩을 가지고 각자 징세하여 그 일부를 공실에 공납했다.

### 출분
소공 25년(기원전 517년), 계손씨 일족인 계공약(季公若)과 후씨(郈氏)·장씨(臧氏)·기타 대부들이 각기 다른 사연으로 계손씨의 총수 계평자에게 원한을 품자, 소공의 아우 공약(公若)과 공위(公爲)가 권하고, 또 후소백이 권하여 9월에 계씨를 공격해 계평자의 아우 계공지(季公之)를 죽이고 계씨의 집으로 쳐들어가 계평자를 대 위로 몰아붙였다. 당초 계씨 공격을 반대한 자가의백(子家懿伯)은 계씨의 화의 요청을 받아들이도록 권했으나 받아들이지 않았다.
숙손씨의 가신들이 서로 의논하고 계씨를 구원하여 관군을 치니 관군은 쫓겨났고, 관망하고 있던 맹손씨도 나머지 삼환을 도와 후소백을 잡아죽이고 소공의 군대를 공격했다. 자가의백은 소공을 권하여 국내에 남아 있도록 권했으나, 소공은 계손씨가 꼴보기 싫어 장소백 등과 함께 제나라로 달아났다. 제 경공은 소공을 위로하고, 소공에게 제나라 땅 일부를 주었다.

### 복위를 위한 노력
소공 26년(기원전 516년), 제 경공이 소공을 귀환시키고자 노나라를 쳐 운(鄆) 땅을 빼앗으니, 소공은 거기에 거처했다. 제 경공은 또 소공을 위해 군사를 주어 맹손씨의 식읍 성(成) 땅을 포위했으나 얼마 못 가 물러났고, 가을에 제 경공의 주도로 소공을 돌려보내기 위한 결맹에 소공도 참여했다. 이 회맹에는 경공과 소공 외에도 거자(莒子) · 주자(邾子) · 기백(杞伯)도 참여했다. 그러나 경공은 성읍을 치는 중에 이미 계손씨의 뇌물을 먹고 그 청을 받아들여, 소공을 복위시키는 데 소극적이었다.
소공 27년(기원전 515년), 진나라 사앙과 송나라 악기려, 위나라 북궁희, 조나라, 주나라, 등나라가 회합하여 노 소공 복위 문제를 다루었고, 북궁희와 악기려는 복위를 강하게 주장했으나 이미 계손씨의 뇌물을 먹은 사앙이 반대하여 무산되었다.
소공은 이해 제나라로 갔다가 다시 운으로 돌아왔다.
맹의자와 양호가 소공을 탈취하고자 운 땅을 공격하자 운 사람은 맞서 싸우고자 했고 자가의백은 싸우기를 반대했다. 소공은 자가의백을 진나라에 사자로 보내고 맞서 싸워 졌다.
소공 28년(기원전 514년), 소공은 진나라로 가 복위를 요청했으나 뇌물을 먹은 진나라의 경들이 진나라 임금에게 말하여 무산되었고 건후 땅에 거처했다.
소공 29년(기원전 513년), 소공은 도로 운 땅으로 돌아왔다. 그러나 제나라에서 무례를 당해, 다시 건후로 가 진나라에 도움을 청했다. 계평자는 국내에 따로 임금을 세우지 않고 소공에게 해마다 말을 사다 바쳤는데, 소공이 계평자가 보낸 사람을 체포하고 말을 파니 계평자는 다시 말을 보내지 않았다. 또 위후가 말을 바쳤는데 말이 사고로 죽자, 자가의백은 그 고기를 휘하 사람들에게 나눠주도록 권했으나 소공은 휘장으로 싸 묻었다. 이때 공연이 제나라에서 양곡 땅을 봉지로 받자, 공위를 폐하고 공연으로 태자를 삼았다.
소공 31년(기원전 511년), 진 정공이 소공을 호송해 노나라로 보내려 했다. 범헌자의 제안으로 그 전에 먼저 계평자를 소환하고, 계평자로 하여금 순력을 따라 건후로 가게 했다. 자가의백은 이 틈에 계손의여와 함께 귀국하기를 권했으나, 애당초 계씨를 미워하여 소공을 따라나온 중신들은 진나라의 힘을 빌어 계씨를 축출하려 했고, 진나라 경들은 계씨의 뇌물을 먹었기 때문에 계씨를 축출하고자 하지 않아 일은 어그러지고 진나라는 계획을 중단했다.
소공 32년(기원전 510년), 건후에서 병사했다.

## 가정
- 노 양공 (아버지)
- 경귀
  - 자야 (형)
- 제귀 (생모)
  - 노 소공
    - 공연
    - 공위
- (이름 불명)
  - 노 정공 (아우)
  - 공약
  - 공위